# Saint-Michel-de-l'Attalaye
Pour les articles homonymes, voir Marmelade.
Saint-Michel-de-l'Attalaye  (prononcé [sɛ̃ miʃɛl də latalaj] ; Sen Michèl Latalay en créole haïtien) est une commune d'Haïti, située dans le département de l'Artibonite, arrondissement de Marmelade.

## Démographie
La commune est peuplée de 150 511 habitants(recensement par estimation de 2015).

## Histoire
En 2004, après le départ du président Jean-Bertrand Aristide, des combats eurent lieu entre les différentes milices.

## Administration
La commune est constituée des sections communales de :
| - Platana - Camathe - Bas de Sault - Lalomas | - L'Ermite - Lacedras - Marmont (dont le quartier « Marmont ») - L'Attalaye |

## Économie
L'économie locale repose sur la culture du coton, de la canne à sucre  et du tabac.
L'exploitation et l'extraction du cuivre contribue à l'économie locale.

## Personnalités
- Réginal Goreux, joueur de football haïtien
- Pierre-Richard Casimir, ministre de la justice sous la présidence de Michel Martelly